# Louis Auguste Royer
Pour les articles homonymes, voir Royer et Louis Royer.
Louis Auguste Royer, né le 29 novembre 1833 à Payns (Aube) et mort le 7 août 1923 à Troyes (Aube), est un homme politique français.

## Biographie
Avoué à Troyes, il est conseiller municipal de Troyes en 1888 et député de l'Aube de 1889 à 1893.

## Sources
- « Louis Auguste Royer », dans le Dictionnaire des parlementaires français (1889-1940), sous la direction de Jean Jolly, PUF, 1960 [détail de l’édition]